# Corps de Nissl
 (avril 2013).
Si vous disposez d'ouvrages ou d'articles de référence ou si vous connaissez des sites web de qualité traitant du thème abordé ici, merci de compléter l'article en donnant les références utiles à sa vérifiabilité et en les liant à la section « Notes et références ».

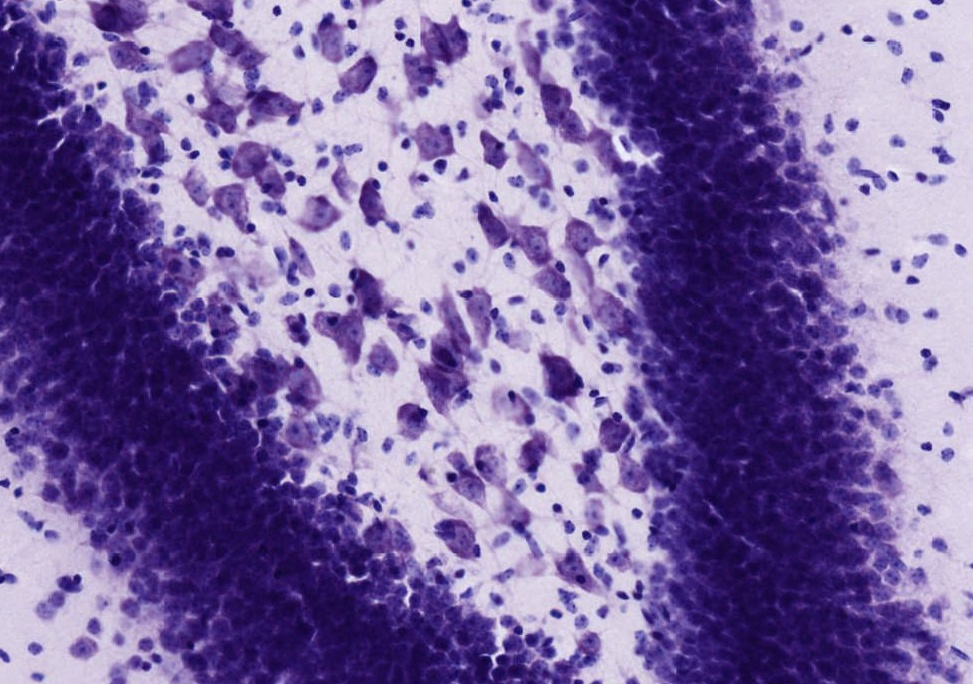
Corps de Nissl.

Les corps de Nissl sont des agrégats de réticulum endoplasmique rugueux (RER). Les citernes du REG se sont rassemblées et on trouve de très nombreux ribosomes libres. Ils se situent dans le corps cellulaire (péricaryon) du neurone. Présents également à la base des dendrites, les corps de Nissl sont par contre totalement absents de l'axone et de son cône d'implantation (cône de Doyère).
Les corps (ou corpuscule) de Nissl interviennent dans les synthèses protéiques car ils contiennent de l’ARN messager. 
Il existe un phénomène étant la lyse des corps de Nissl pouvant apparaitre au cours du temps avec l'âge, lors d'importantes sollicitations nerveuses ou encore durant une dégénérescence nerveuse.
Les corps de Nissl correspondent à des mottes irrégulières d'un matériel fortement basophile détectables après coloration au bleu de méthylène ou au violet de crésyl. Ils sont visibles au microscope photonique.

Ils portent le nom du neurologue Franz Nissl.
Ces corps peuvent être visualisés à la coloration de Dominici.